# Josef Seché (Architekt)
Franz Josef Seché, bürgerlicher Name Josef Sechehaye (* 10. Oktober 1851 in Köln; † 4. Februar 1901 ebenda) war ein deutscher Architekt und Lehrer an der Königlichen Provinzial-Gewerbeschule in Köln.

## Leben
Über die Ausbildung von Josef Seché ist nichts bekannt. In den 1870er Jahren war er als Architekt im Dienste der Rheinischen Eisenbahn-Gesellschaft tätig. Um 1879/80 wurde er an die Königliche Provinzial-Gewerbeschule in Köln berufen, wo er die Fächer dekoratives Malen, Freihand- und kunstgewerbliches Fachzeichnen sowie Entwerfen unterrichtete. Parallel dazu war er als selbstständiger Architekt tätig. Er entwarf verschiedene Kölner Bürgerhäuser. Zu seinem Lebenswerk gehören aber auch einige Sakralbauten. Dass er außerdem an Architekturwettbewerben teilnahm, lässt sich anhand eines Beitrages für den Neubau eines Kreishauses in Hörde feststellen, der zusammen mit dem Entwurf des Architekten Speer aus Mannheim den Wettbewerb gewann. Nach den Kölner Bürgerrollen (Liste der stimmfähigen Bürger der Stadt Köln) wohnte er um 1880 in der Pantaleonstrasse Nr. 29, danach auf dem Hohenzollernring Nr. 83. Die letzte Wohnung hatte er auf dem Sachsenring Nr. 101, wo er im Alter von 50 Jahren verstarb. Seine Grabstätte auf dem Kölner Melaten-Friedhof existiert nicht mehr.
Sein Sohn Josef Seché war Maler und Gebrauchsgraphiker.

## Bauten (Auswahl)

### In Köln
- 1878: Breite Straße/St. Apernstraße, Wohn- und Geschäftshaus „Bäckermeister Blumacher“[11]
- 1882/83: Hohenzollernring Nr. 32
- 1885/86: Hohenzollernring Nr. 83
- 1886: Hohenstaufenring Nr. 58[12]
- 1886/87: Habsburgerring Nr. 20
- 1886/87: Marsplatz 10–14/Steinweg, Geschäftshaus der Firma F. Alsberg (Mitte der 1930er-Jahre abgebrochen)[13]
- 1887/88: (zusammen mit H. Krings) Salierring Nr. 27–35
- 1888: Hohenstaufenring 43, Wohn- und Geschäftshaus[14]
- 1890: Sachsenring Nr. 95 und Nr. 97
- 1890: (zusammen mit J. Crones) Sachsenring Nr. 101 und Nr. 103

### Außerhalb Kölns
- 1878/79: (zusammen mit E. Wulff[15]) Empfangsgebäude der Rheinischen Eisenbahn-Gesellschaft in Duisburg
- um 1880: (zusammen mit E. Wulff) Stationsgebäude der Ahrtalbahn in Neuenahr[16] und Ahrweiler[17].
- 1890/91: Evangelische Kirche in Hückelhoven[18]
- 1893–1895: Hotel zum Goldenen Drachen (später Hotel Monopol) in Königswinter, nach Einsturz des Rohbaus 1893 Ausführung durch Johann Schwister fortgesetzt
- 1895–1897: St. Mariä Empfängnis in Essen-Holsterhausen[19]
- 1897: St. Stephanus in Golkrath (Erkelenz), im Zweiten Weltkrieg gesprengt

## Bilder

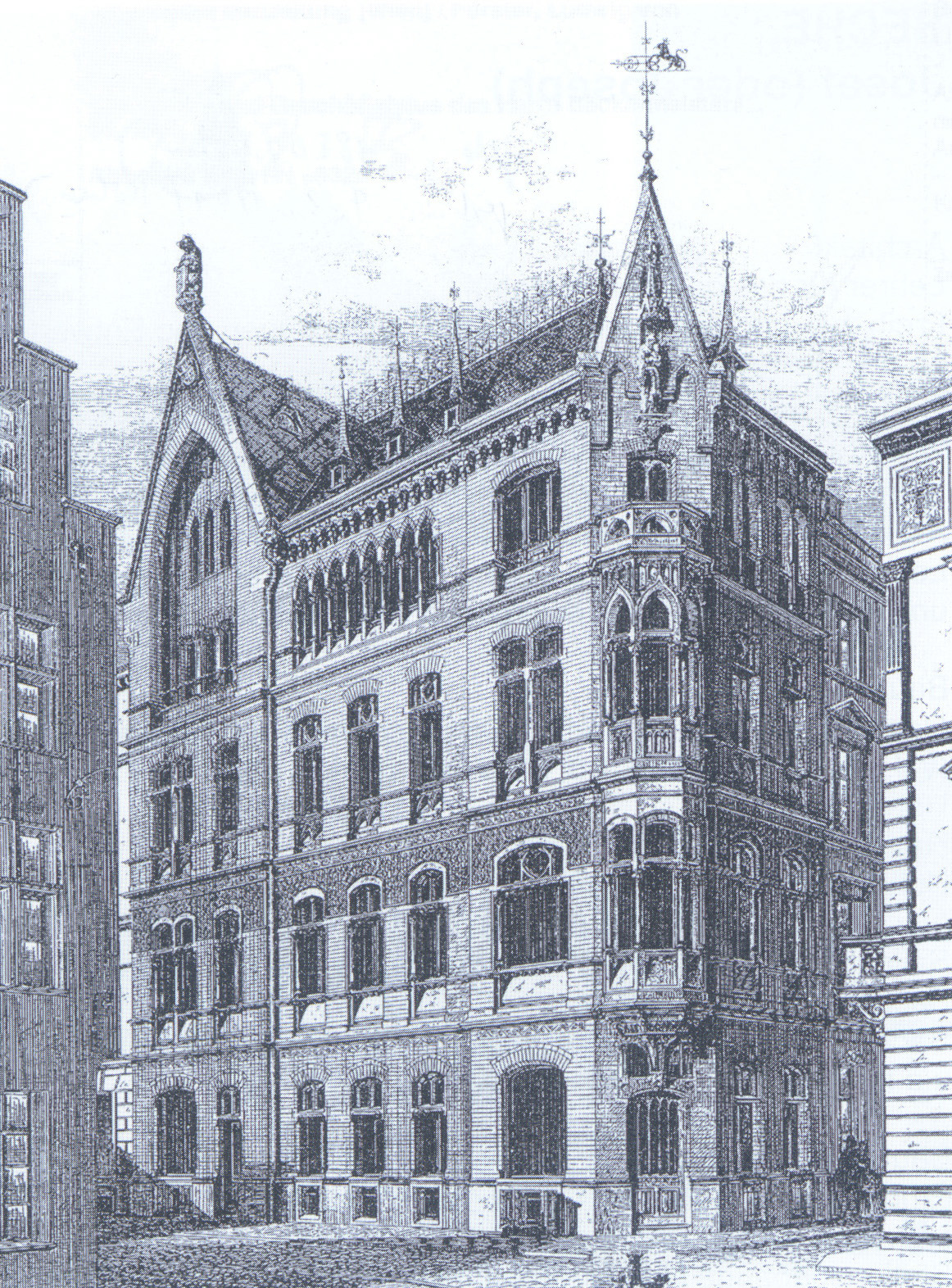
Köln, Wohn- und Geschäftshaus Breite Straße 132 / St. Apern-Straße (1878)
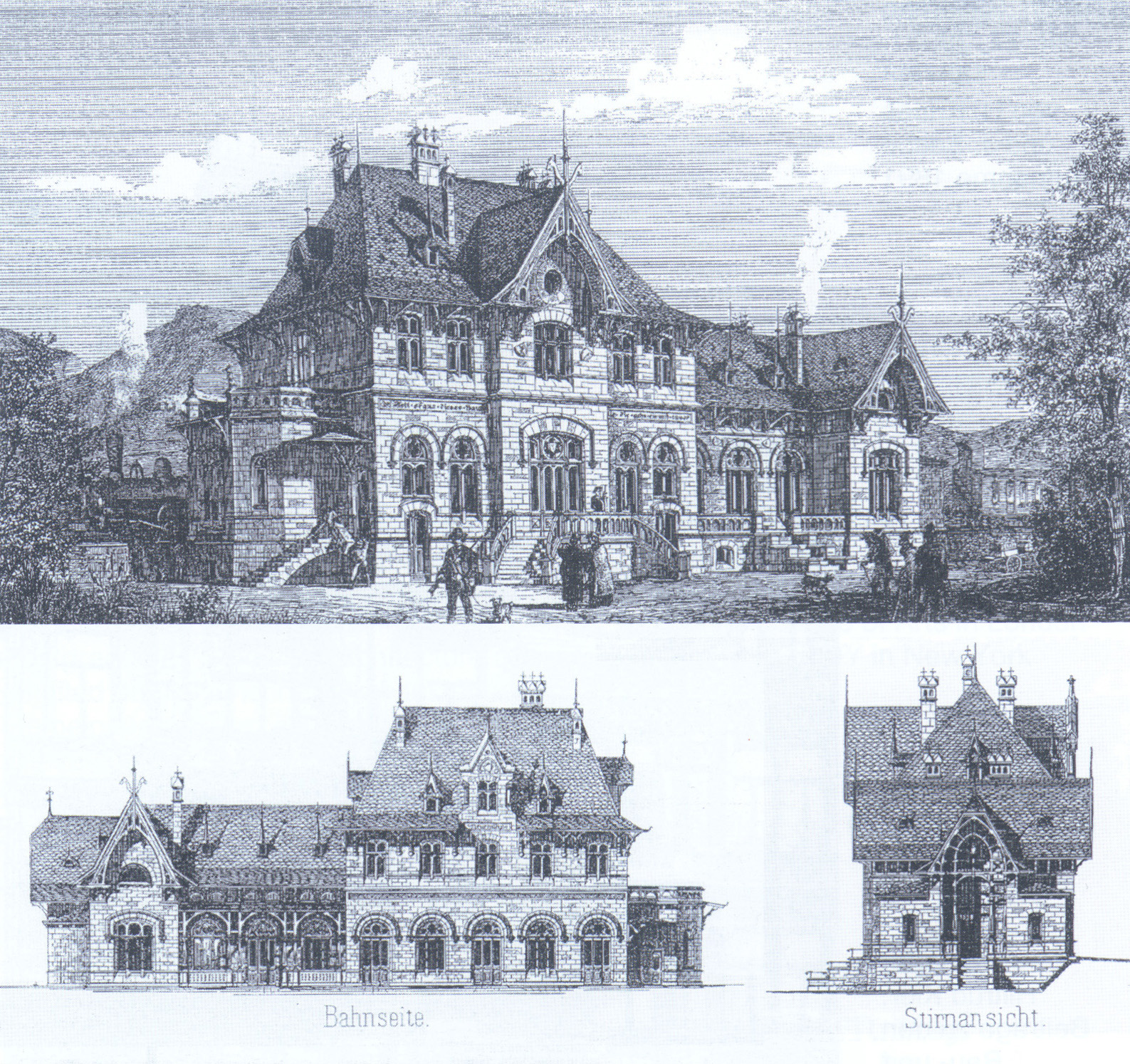
Bahnhof Neuenahr (1880)
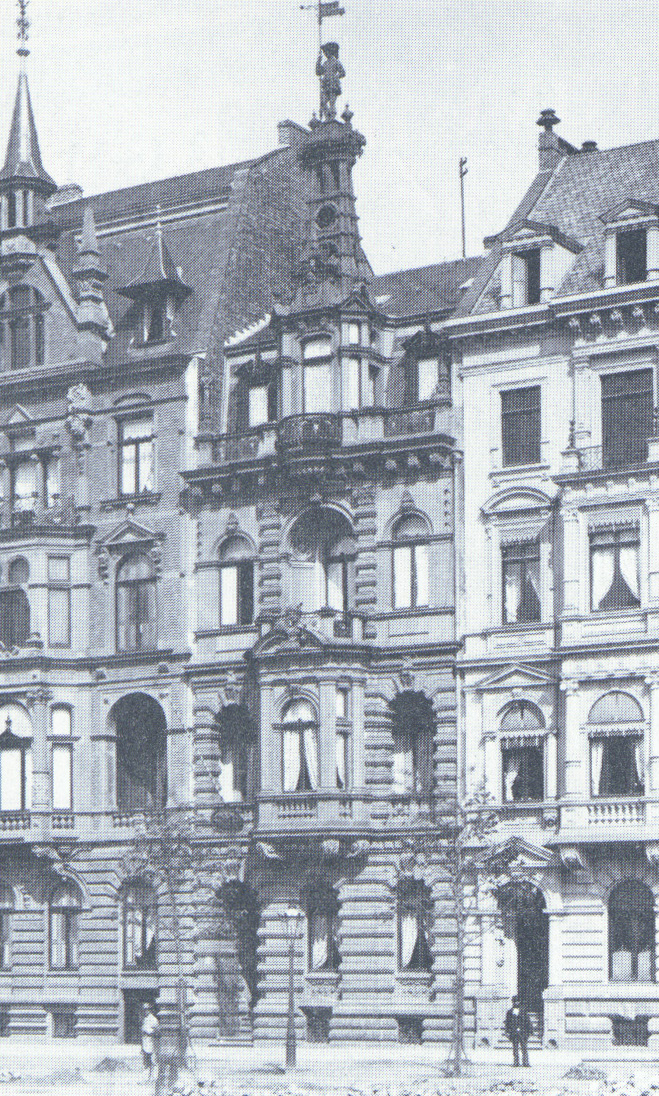
Köln, Wohnhaus Hohenzollernring 32 (1882/1883)
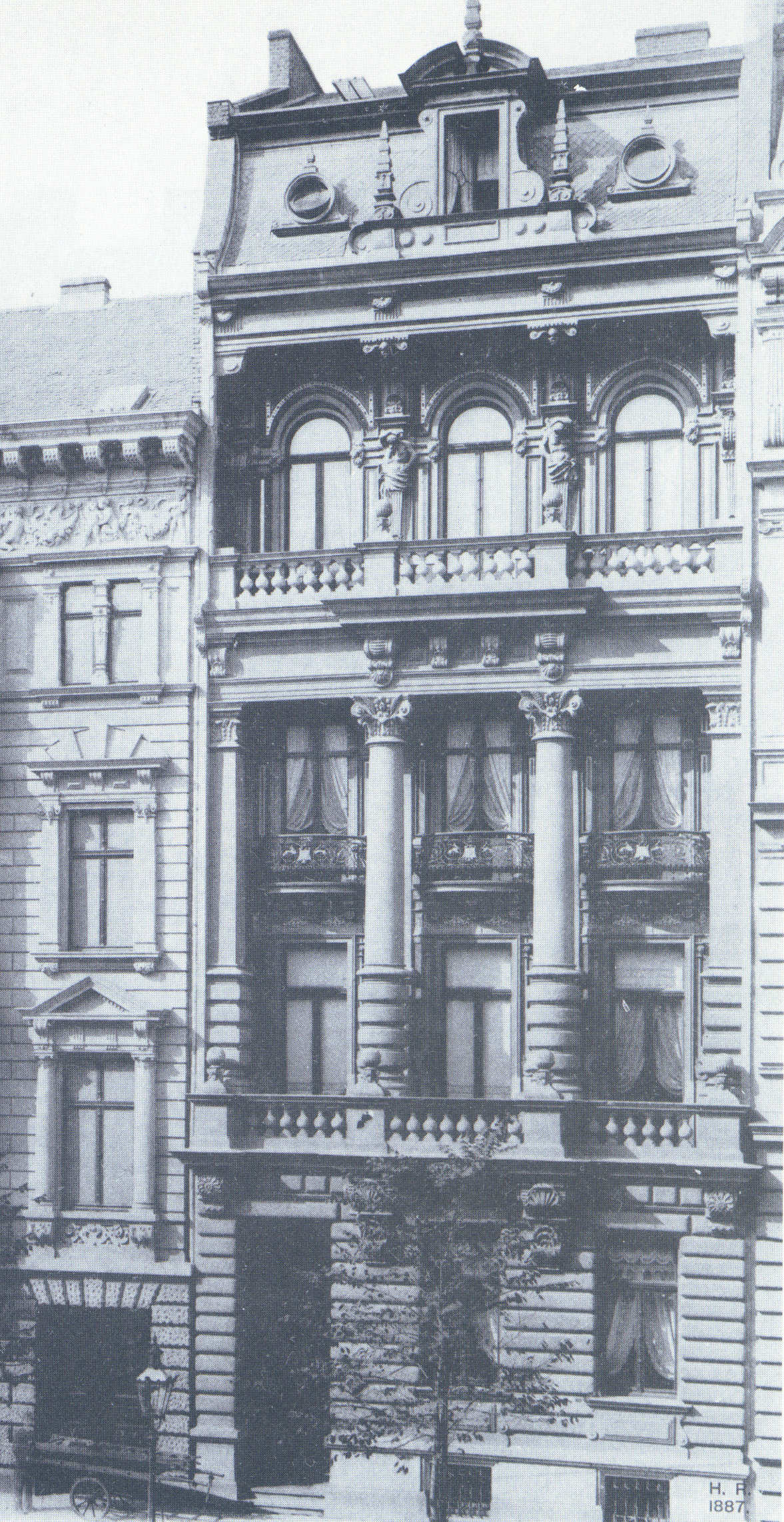
Köln, Wohnhaus Hohenzollernring 83 (1885/1886)
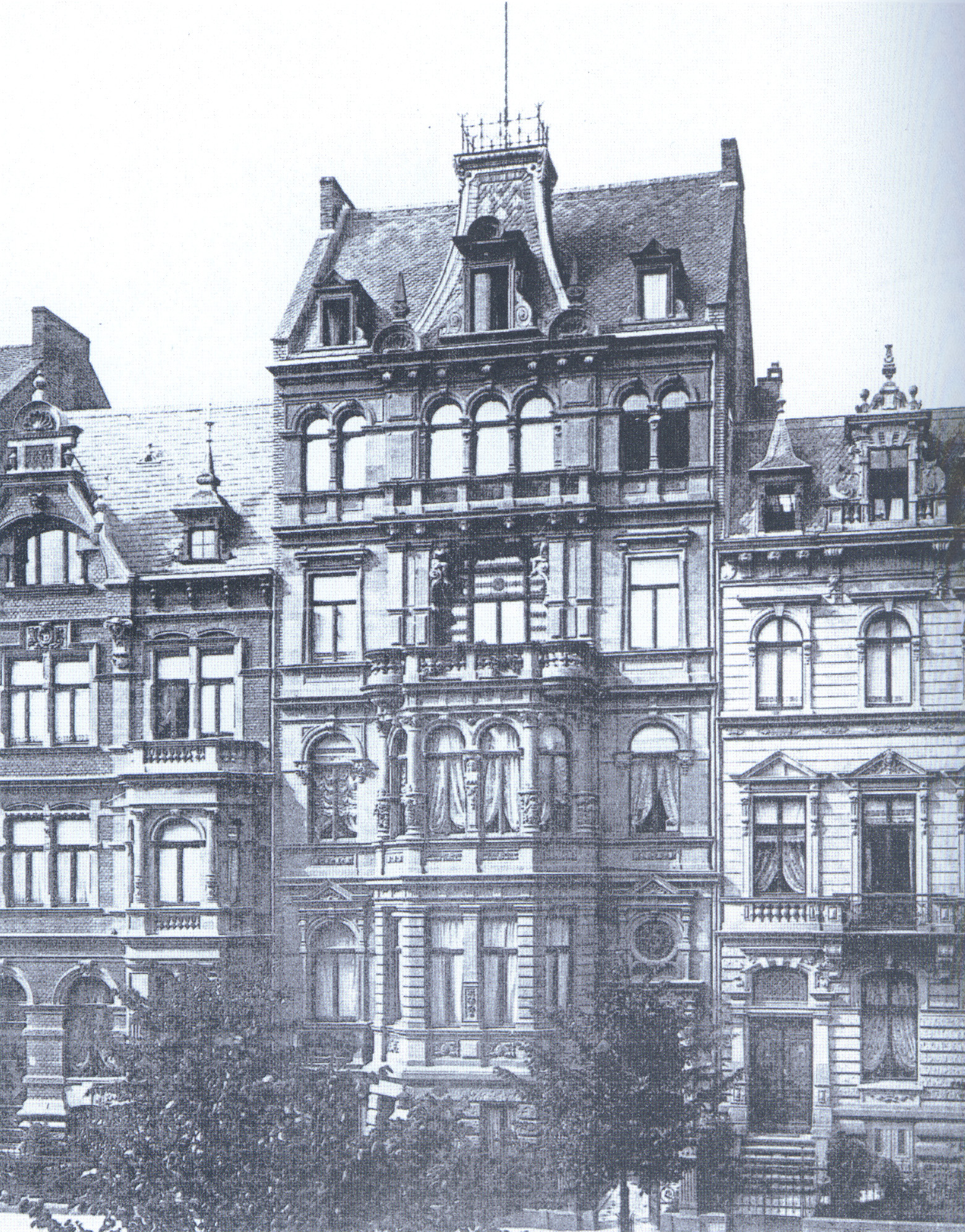
Köln, Wohnhaus Salierring 27–31 (1887/1888)